# 2002年冬季残疾人奥林匹克运动会英国代表团
2002年冬季残疾人奥林匹克运动会英国代表团是英国派出的2002年冬季残疾人奥林匹克运动会代表团。未获得奖牌。